# Pilar Velázquez
Pilar Velázquez Llorente (Madrid, 13 febbraio 1946) è un'attrice spagnola che ha lavorato soprattutto nel cinema spagnolo e italiano degli anni sessanta e settanta, passando attraverso i generi spaghetti western, thriller e commedia erotica.

## Biografia
Debutta nel teatro spagnolo nel 1964 e negli anni sessanta segue il filone del cinema italiano spaghetti western, con titoli come I tre che sconvolsero il West (1968), alternando i propri ruoli in pellicole spagnole ed italiane. Nel 1970 entra nella cinematografia anglosassone come protagonista del film bellico I Leopardi di Churchill di Maurizio Pradeaux, recitando a fianco di Richard Harrison.
Negli anni settanta approda alla commedia erotica italiana. Nel 1974 è protagonista di Sesso in testa, un film di Sergio Ammirata con Lino Banfi. Nel 1976 debutta alla televisione spagnola, mentre nel 1979 sposa il cantante spagnolo Miguel Gallardo. Pur avendo solo 33 anni, il matrimonio è l'occasione per ritirarsi definitivamente dal cinema, dedicandosi solo al teatro. Torna a recitare per il cinema nel 1996, con il film Metti un uomo nella tua vita.

## Filmografia parziale

### Cinema
- I tre che sconvolsero il West (Vado, vedo e sparo), regia di Enzo G. Castellari (1968)
- Il pistolero dell'Ave Maria, regia di Ferdinando Baldi (1969)
- Quando Satana impugnò la Colt (Manos torpes), regia di Rafael Romero Marchent (1970)
- I Leopardi di Churchill, regia di Maurizio Pradeaux (1970)
- Uomo avvisato mezzo ammazzato... parola di Spirito Santo, regia di Giuliano Carnimeo (1971)
- Ragazza tutta nuda assassinata nel parco, regia di Alfonso Brescia (1972)
- Un bianco vestito per Marialé, regia di Romano Scavolini (1972)
- Il fiore dai petali d'acciaio, regia di Gianfranco Piccioli (1973)
- Sesso in testa, regia di Sergio Ammirata (1974)
- Donna padrona (Adulterio a la española), regia di Arturo Marcos (1975)
- Malocchio, regia di Mario Siciliano (1975)
- Tatuaje, regia di Bigas Luna (1976)
- La playa vacía, regia di Roberto Gavaldón (1977)
- La donna della calda terra, regia di José María Forqué (1978)
- Una familia decente, regia di Lluís Josep Comerón  (1978)
- Metti un uomo nella tua vita (Pon un hombre en tu vida), regia di Eva Lesmes (1996)

### Televisione
- Régimen abierto – serie TV (1986)
- All'uscita da scuola (Al salir de clase) – serie TV (1997-1998)

## Teatro
- Cammino di Damasco (1964)
- Adán 67, con José María Rodero (1967)
- Un'ora senza televisione, con Manuel Tejada (1987)
- Il cavaliere dagli speroni d'oro di Alejandro Casona (1994)
- Le donne di Jack, con Carlos Larrañaga (1999)
- Usted lo mate bien di Juan José Alonso Millán (2002)